# Barthélemy Vignon
Pour les articles homonymes, voir Vignon.

Projet de monument Desaix pour la place Dauphine à Paris par Vignon

Barthélemy Vignon, né à Lyon en 1762 et mort à Paris le 26 juillet 1846, est un architecte français.
Il est inhumé au cimetière du Père-Lachaise (49e division).

## Réalisations
- Palais de l'Élysée, Paris[1]
- Château de Neuilly[1]
- Château de la Petite Malmaison[1]
- Château de Saint-Leu[1]
- Hôtel de la reine Hortense, Paris[1]
- Hôtel de Caraman, 18 rue de Babylone, Paris[1]